# 伊豆箱根鉄道
伊豆箱根鉄道株式会社（いずはこねてつどう、英: IZUHAKONE RAILWAY CO.,LTD.）は、神奈川県の小田原・箱根地区（西湘地区）と静岡県の伊豆地区において、鉄道事業、レジャー・サービス業、不動産業、自動車道事業等を行っている企業である。西武鉄道の子会社であり、西武グループに属する。本社所在地は静岡県三島市大場300。いずっぱこの通称がある。

## 沿革
- 1893年（明治26年）
  - 5月10日 - 豆相鉄道株式会社設立[3]。
  - 9月30日 - 豆相鉄道が豆相電気鉄道株式会社に社名変更[3]。
- 1894年（明治27年）4月8日 - 豆相電気鉄道が豆相鉄道株式会社に社名変更[3]。
- 1896年（明治29年）5月3日 - 駿豆電気株式会社創立[3]。
- 1898年（明治31年）
  - 5月20日 - 豆相鉄道が、現在の駿豆線の一部にあたる三島町駅（現：三島田町駅） - 南條駅（現：伊豆長岡駅）間で蒸気動力による鉄道営業を開始[3][4]。
  - 6月15日 - 豆相鉄道の三島駅（現：JR東海御殿場線の下土狩駅） - 三島町駅（現：三島田町駅）間が開業[3]。
- 1899年（明治32年）7月17日 - 豆相鉄道が南條駅から大仁駅まで延伸[3]。
- 1905年（明治38年） - 駿豆電気が臨時株主総会を開き、会社の目的を電気器具販売以外に、電気軌道の敷設、旅客貨物の運輸業を加えた定款変更をする。定款変更と共に、伊豆鉄道と線路賃貸借契約を締結し、鉄道事業に参入。
- 1906年（明治39年）
  - 11月1日 - 駿豆電気が駿豆電気鉄道株式会社に社名変更[3]。
  - 11月28日 - 駿豆電気鉄道により、後に軌道線となる電気軌道が開業[3][4]。
- 1907年（明治40年）7月19日 - 伊豆鉄道株式会社が豆相鉄道より事業を引き継ぐ。豆相鉄道は解散[3]。
- 1912年（明治45年）4月1日 - 駿豆電気鉄道が伊豆鉄道を買収[3][4]。
- 1916年（大正5年）
  - 10月7日 - 駿豆電気鉄道が、富士水電株式会社に合併[3]。
  - 12月7日 - 伊豆箱根鉄道の前身である駿豆鉄道株式会社設立[3]。
- 1917年（大正6年）11月5日 - 富士水電が駿豆鉄道に鉄道・電気軌道事業を譲渡[5]。
- 1919年（大正8年）5月25日 - 駿豆鉄道の三島駅（現：下土狩駅） - 大仁駅間の電化完成[5]。
- 1920年（大正9年）4月1日 - 芦ノ湖遊覧船の前身である箱根遊船株式会社設立[5]。
- 1922年（大正11年）
  - 箱根遊船が箱根土地により買収[6]。
  - 6月2日 - 大雄山鉄道株式会社の創立総会が開催[5]。
- 1923年（大正12年） - 駿豆鉄道が箱根土地の経営傘下に入る[7]。
- 1924年（大正13年）8月1日 - 駿豆鉄道の大仁駅 - 修善寺駅間が開業[5]。
- 1925年（大正14年）10月15日 - 大雄山鉄道により、現在の大雄山線の一部にあたる仮小田原駅 - 大雄山駅間の鉄道路線が開業[5]。
- 1928年（昭和3年）12月28日 - 駿豆鉄道が長岡自動車と古奈自動車を合併。伊豆箱根鉄道グループとしてのバス事業が開始[5]。
- 1930年（昭和5年） - 中之島水族館（現：伊豆・三津シーパラダイス）開業[5]。
- 1933年（昭和8年） - 大雄山鉄道が箱根土地の経営傘下に入る[7]。
- 1934年（昭和9年）12月1日 - 丹那トンネル開通に伴う東海道本線三島駅の振替により、現在の三島駅発着となる[5]。
- 1935年（昭和10年）6月14日 - 大雄山鉄道が東海道本線小田原駅まで延伸[5]。
- 1938年（昭和13年）
  - 4月6日 - 駿豆鉄道が箱根遊船と合併し、駿豆鉄道箱根遊船株式会社に社名変更[5]。
  - 9月 - 駿豆鉄道箱根遊船の十国峠展望台が完成[5]。
- 1940年（昭和15年）11月 - 駿豆鉄道箱根遊船が駿豆鉄道株式会社に社名変更[5]。
- 1941年（昭和16年）8月23日 - 駿豆鉄道が大雄山鉄道を合併し、小田原駅 - 大雄山駅間の鉄道を継承[5]。
- 1948年（昭和23年）12月16日 - 岳南鉄道を設立。
- 1949年（昭和24年）12月 - 初島航路（熱海港 - 初島）就航[8]。
- 1954年（昭和29年）4月1日 - 伊豆海運汽船を合併[8]。
- 1956年（昭和31年）
  - 9月 - 岳南鉄道を富士急行へ譲渡。
  - 10月16日 - 十国鋼索線が開業[8]。
- 1957年（昭和32年）
  - 6月1日 - 駿豆鉄道が伊豆箱根鉄道株式会社に社名変更[8]。
  - 11月16日 - 駒ヶ岳鋼索線が開業[8]。
- 1958年（昭和33年）1月26日 - 駒ヶ岳スケートセンター開業[8]。
- 1959年（昭和34年）5月9日 - 大島航路（熱海港 - 伊豆大島）就航。
- 1961年（昭和36年）10月 - 東京証券取引所第二部（当時）に上場
- 1963年（昭和38年）
  - 2月4日 - 軌道線が営業終了[8]。
  - 4月27日 - 箱根 駒ヶ岳ロープウェー開業[8]。
- 1964年（昭和39年）12月27日 - 湯河原パークウェイ供用開始[8]。
- 1965年（昭和40年）8月20日 - 昭和自動車株式会社と業務提携[8]。
- 1966年（昭和41年）
  - 3月20日 - 昭和自動車が伊豆箱根鉄道のグループになり、伊豆下田バス株式会社に社名変更[8]。
  - 7月23日 - 湯河原ロープウェー開業[8]。
  - 10月1日 - 大島航路（熱海港 - 伊豆大島）を東海汽船へ譲渡、西伊豆航路（沼津港 - 松崎港）を静岡観光汽船より譲受[8]。
- 1968年（昭和43年）6月15日 - 初島航路（熱海港 - 初島）を富士急興業へ譲渡。
- 1970年（昭和45年）
  - 2月2日 - 浜名湖遊覧船株式会社設立[8]。
  - 7月25日 - フローティング・ホテル・スカンジナビア開業[8]。
- 1971年（昭和46年）12月7日 - 本社新社屋竣工。
- 1973年（昭和47年）9月15日 - 駿豆線と大雄山線に「シルバーシート」（優先席）を私鉄として初導入[9]。
- 1974年（昭和49年）
  - 3月29日 - 西伊豆航路に初代「こばるとあろー」就航[10]。
  - 12月 - 湯河原ロープウェー営業休止[10]。
- 1976年（昭和51年） - 浜名湖遊覧船を完全子会社化。
- 1977年（昭和52年）5月3日 - 伊豆・三津シーパラダイス（旧・三津天然水族館）新装開業[10]。
- 1985年（昭和60年）12月25日 - 駒ヶ岳スノーランド開業[10]。
- 1986年（昭和61年）4月6日 - タマチゴルフショップ開業[10]。
- 1996年（平成8年）11月 - 駒ヶ岳スノーランド営業終了[10]。
- 2002年（平成14年）10月13日 - この年から、伊豆箱根鉄道グループの全社的イベントとして伊豆箱根鉄道本社にて「いずはこねふれあいフェスタ」を開催[11][12]。
- 2003年（平成15年）8月31日 - 西伊豆航路（沼津港 - 松崎港）営業終了[10]。
- 2004年（平成16年）
  - 10月26日 - 有価証券報告書虚偽記載問題により東京証券取引所が監理ポストへの割り当てを決定[13]。
  - 12月26日 - 東京証券取引所第二部（当時）上場廃止[10]。
- 2005年（平成17年）
  - 3月31日 - フローティングレストラン・スカンジナビア、ハマナ・コスタ営業終了[14]。
  - 4月 - 西武鉄道の連結子会社となる。
  - 8月31日 - 駒ヶ岳鋼索線営業終了[14]。
  - 9月30日 - 松崎プリンスホテルを他社に譲渡[14]。
- 2006年（平成18年）
  - 2月23日 - 取締役会にて、子会社の伊豆下田バス株式会社[15]と伊豆箱根観光バス株式会社の解散を決議[16]。
  - 3月15日 - 不動産仲介業、請負工事業から撤退。併せて小田原、三島、住宅センターなどの営業所を廃止。
  - 4月30日 - タマチゴルフショップ営業終了。
  - 7月15日 - 伊豆箱根観光バス営業終了[17]。
  - 8月31日 - 沼津ホテル、西熱海ホテル、大仁ホテル、下田プリンスホテル営業終了[14]。スカンジナビア号をスウェーデンの企業ペトロ・ファースト社へ売却、修理のため中国上海に向けて曳航され沼津を出航（9月2日に和歌山県潮岬沖で沈没）。
  - 10月1日 - 乗合バス・貸切バス事業と自動車整備事業を伊豆箱根自動車株式会社に全面譲渡し、同社は伊豆箱根バス株式会社に社名変更[18]。また、伊豆下田バスの路線を南伊豆東海バス（当時）に譲渡[15][19]。
- 2007年（平成19年）3月18日 - 大雄山線にPASMOを導入[14][20]。
- 2009年（平成21年）
  - 4月1日 - 駿豆線で駅収受方式のワンマン運転開始。
  - 9月30日 - 浜名湖遊覧船をサゴーエンタプライズに譲渡。
- 2011年（平成23年）
  - 5月4日 - 西武グループ統一キャンペーン「こども応援プロジェクト」の一環として、大雄山駅構内および分工場で「いずはこねふれあいミニフェスタIN大雄山」を実施（当初4月2日実施予定も東日本大震災発生に伴い延期）。
  - 8月21日 - 西武グループ統一キャンペーン「こども応援プロジェクト」の一環として、大場工場で有料のイベント「親子電車教室in駿豆線」を実施。
- 2016年（平成28年）2月1日 - 箱根 駒ヶ岳ロープウェーをプリンスホテルに移管[21][22]。
- 2017年（平成29年）11月5日 - 前身の駿豆鉄道から数えて創立100周年を迎えた[23]。
- 2018年（平成30年）
  - 2月10日 - 中日本エクシスとのコラボイベント「春のおでかけレール&ハイウェイ」を、4月8日まで東名高速道路 EXPASA足柄（下り線）で開催[24]。
  - 4月27日 - 伊豆箱根バスとともに芦ノ湖（神奈川県箱根町）とその周辺で水陸両用バス「NINJABUS WATER SPIDER（ニンジャバス・ウオーター・スパイダー）」の運航を開始[25][26]。
- 2020年（令和2年）9月 - 新型コロナウイルス感染症対策として、保有鉄道車両に抗ウイルス・抗菌加工を実施[27]。
- 2021年（令和3年）
  - 4月20日 - 三島函南、伊豆の国、南駿の3農協と包括連携協定を締結[28]。
  - 12月1日 - 十国鋼索線及び十国峠レストハウスの事業を新設分割し、十国峠株式会社を設立[29]
- 2022年（令和4年）
  - 2月1日 - 十国峠株式会社の全株式を富士急行に売却[29]
  - 11月23日 - 2019年以来3年振りに「いずはこねふれあいフェスタ」を開催。
  - 12月1日 - 一部の飲食店事業を除いた遊覧船事業を、新設分割により発足した芦ノ湖遊覧船株式会社に移管
- 2023年（令和5年）3月1日 - 芦ノ湖遊覧船株式会社（同日、箱根遊船株式会社に社名変更）の全株式を富士急行に売却
- 2024年（令和6年）5月13日 - 台湾の台北捷運（台北メトロ）と友好協定を締結。同時に修善寺駅と新北投駅で姉妹駅協定を締結[30]。

## 鉄道事業
駿豆線、大雄山線とも沿線に高校や工場などがあり、通勤・通学輸送としての面が強いが、伊豆半島（西伊豆）に位置する駿豆線は沿線に観光地が多く、そしてJR東日本の東海道線からJR東海の東海道線を経由して、首都圏とを結ぶ特急列車が乗り入れているため観光客も多い。
駿豆線と大雄山線はそれぞれ静岡県内と神奈川県内に路線があり、両線は直接つながっていない。駿豆線は三島駅でJR東海の東海道線と、大雄山線は小田原駅でJR東日本の東海道線と線路が繋がっている。駿豆線と大雄山線の両線を乗り継ぐ場合は東海道線や東海道新幹線など、他の交通機関を介する必要がある。また車両の検査や修繕などは駿豆線にある大場工場で行っているため、大雄山線の車両検査時は東海道線の小田原駅 - 三島駅間をJR貨物の運行で甲種輸送し、同工場に入出場している。
鉄道車両の新車納入時には、大雄山最乗寺から住職を招いて仏式のセレモニーを行う。

### 現有路線
- 駿豆線 : 三島駅 - 修善寺駅 19.8 km
- 大雄山線 : 小田原駅 - 大雄山駅 9.6 km

### 廃止路線
- 軌道線 : 三島広小路停留場 - 沼津駅前停留場 5.9 km
- 湯河原索道線（湯河原ロープウェー） : 湯河原峠駅 - 鞍掛山駅 0.9 km
- 駒ヶ岳鋼索線（箱根 駒ヶ岳ケーブルカー） : 駒ヶ岳登り口駅 - 駒ヶ岳頂上駅 0.7 km

### 移管路線
- 駒ヶ岳索道線（箱根 駒ヶ岳ロープウェー） : 箱根園駅 - 駒ヶ岳頂上駅 1.8 km - 2016年2月1日に西武グループ内のプリンスホテル（箱根園）に移管[21][22]。現在は西武・プリンスホテルズワールドワイドの運営。
- 十国鋼索線（十国峠ケーブルカー） : 十国登り口駅 - 十国峠駅 0.3 km - 2021年12月1日付で十国峠株式会社として会社分割。2022年2月1日付で富士急行株式会社に株式を売却[29]。

### 車両
2020年9月時点で51両（大雄山線21両、駿豆線30両）の車両を保有している。
駿豆線はJR線からの乗り入れもあり全車両が20m車であるが、大雄山線は車両限界の関係から18m車以下である。同線は自社発注車の5000系で統一されたのに対して、駿豆線には譲受車も在籍しているので、平均車齢は大雄山線の方が低い。
また西武グループの企業らしくケーブルカーの外装はライオンズカラー、旅客用電車の外装はライオンズブルーの帯となっている。ライオンズブルーは親会社の西武鉄道より早く採用している。
以下、車種を明記していない車両は全て電車である。

#### 現有車両

##### 駿豆線

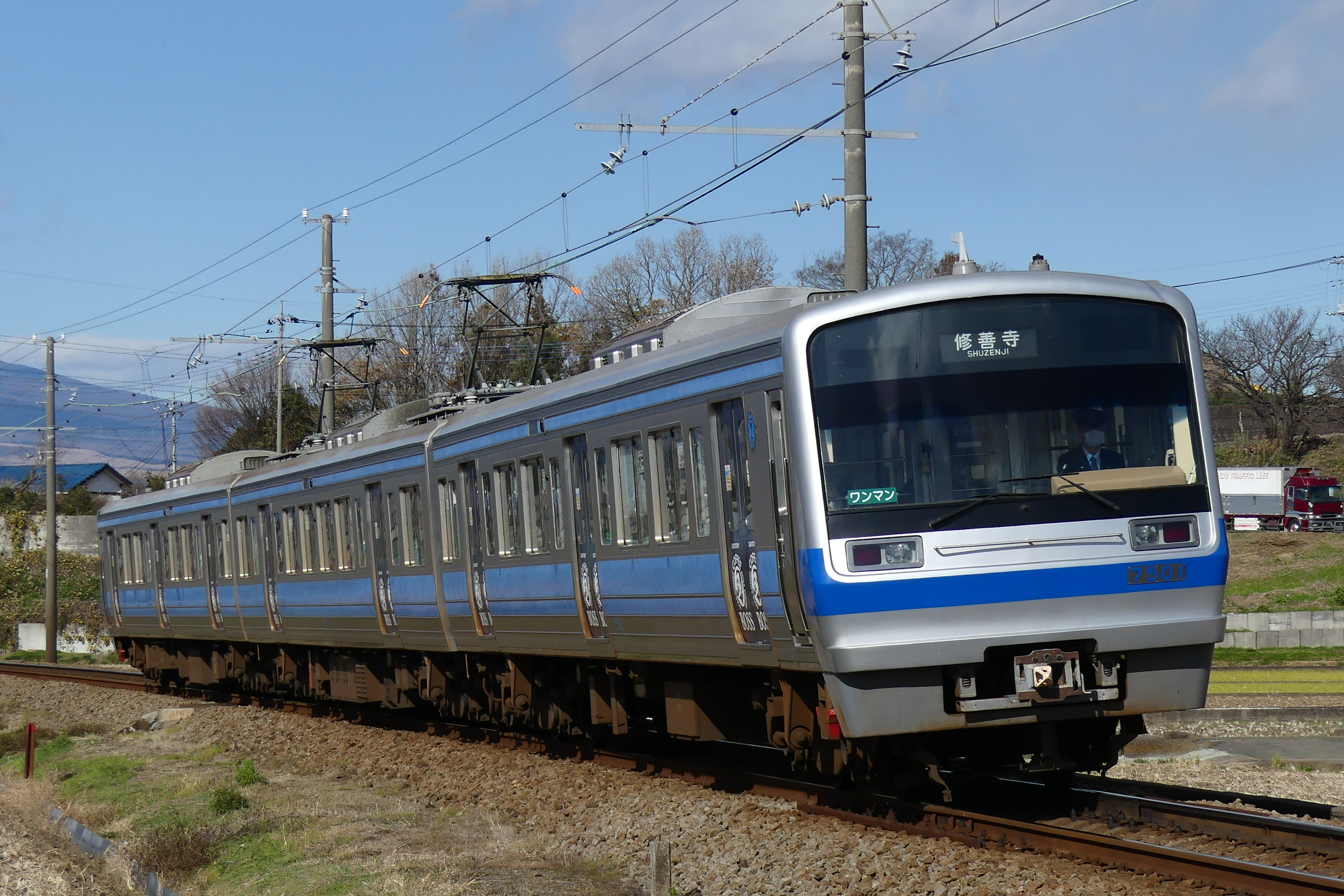
7000系
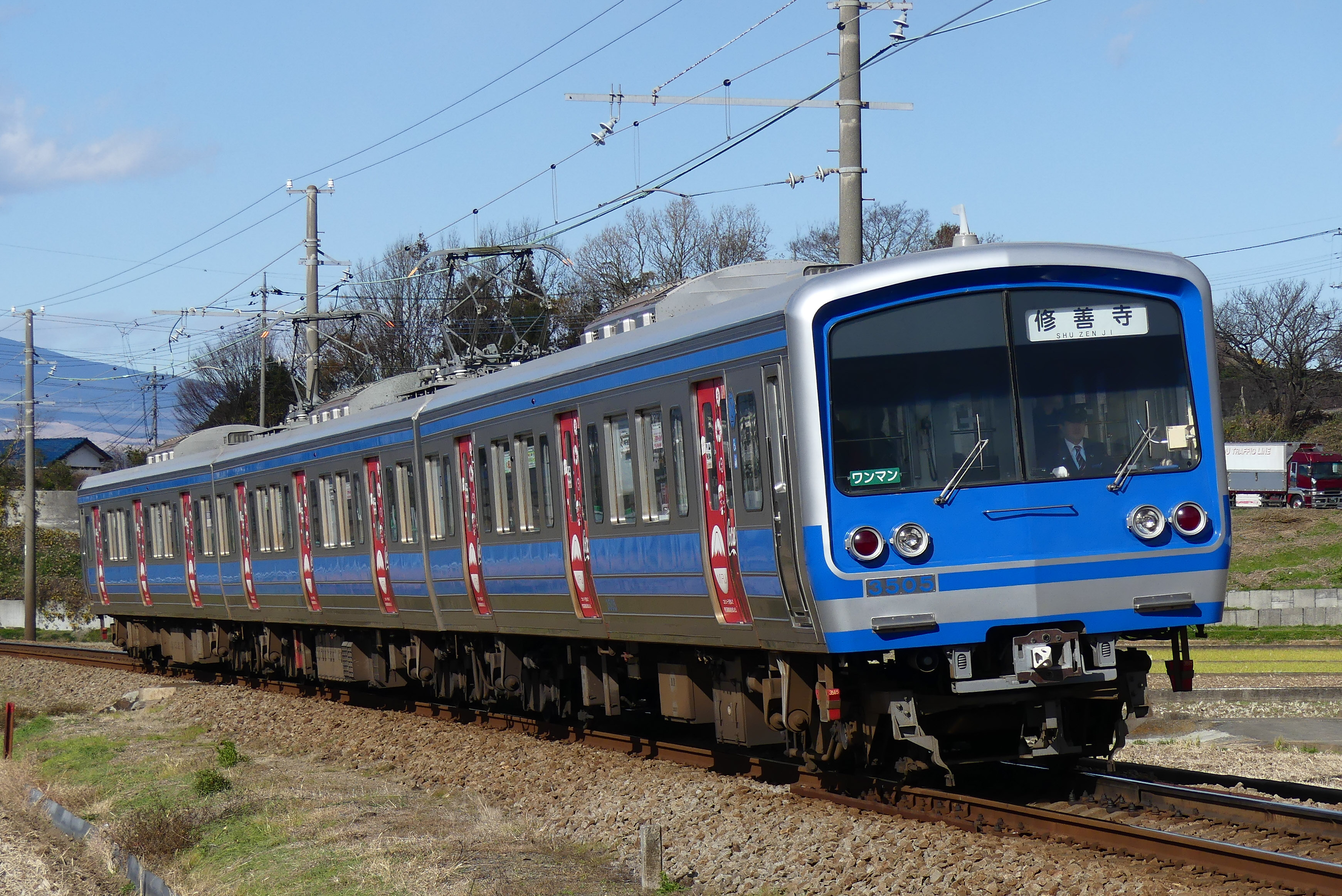
3000系
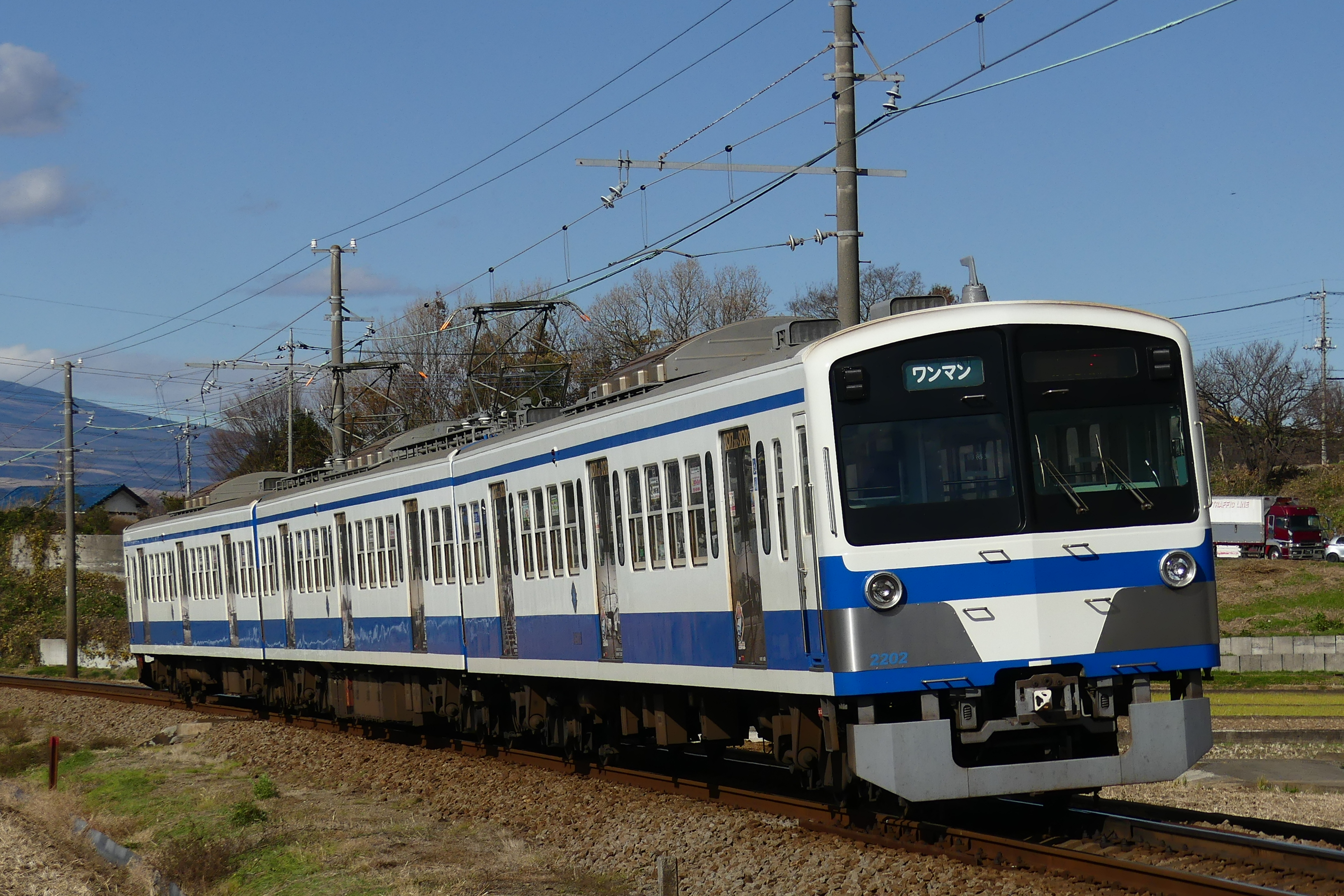
1300系（元西武新101系）
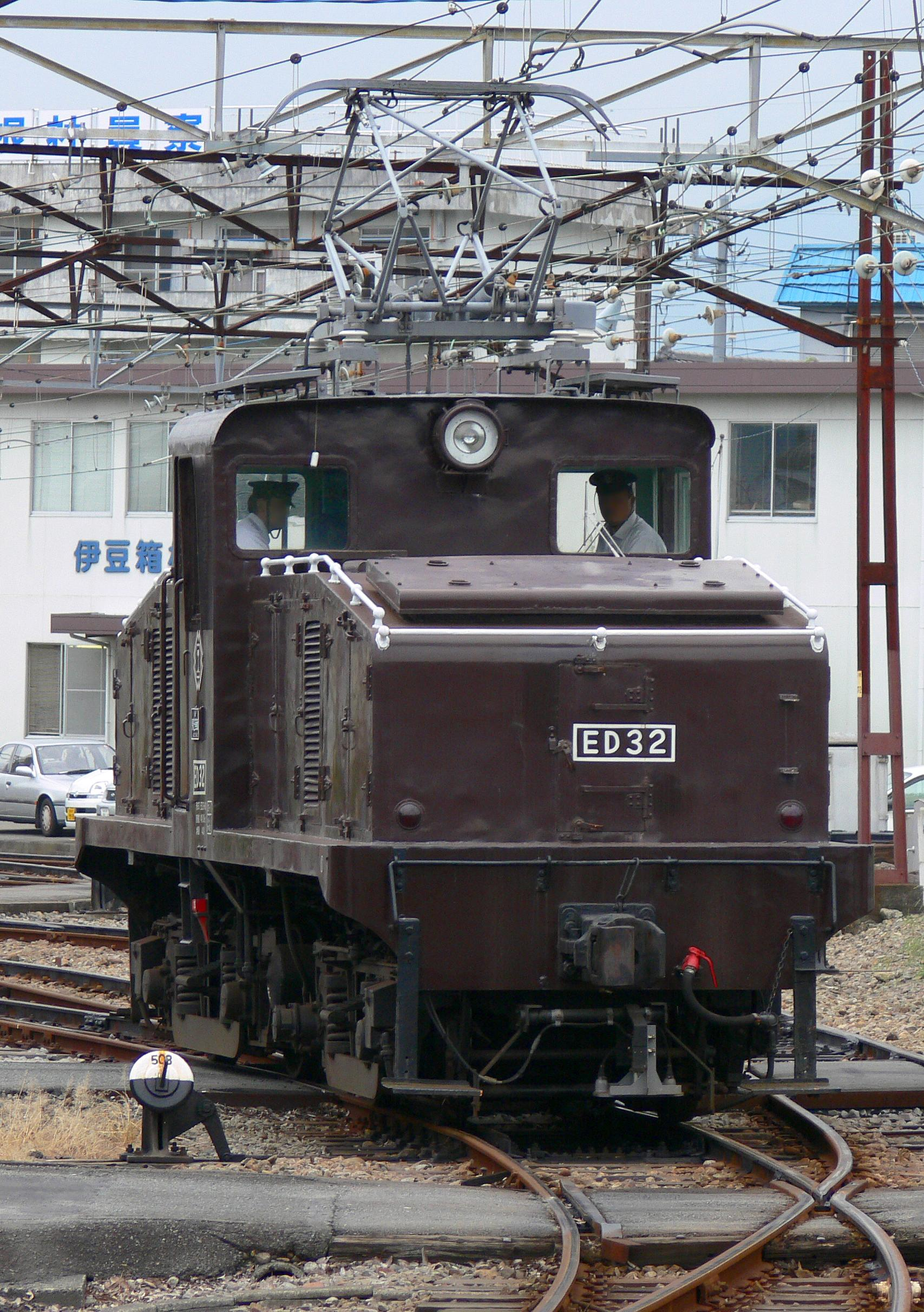
ED31形電気機関車

電気機関車
- ED31形

貨車
- ホキ800形
- ワブ11形
- トム60形
- トム500形

- 7000系
- 3000系
- 1300系
- ED31形電気機関車

##### 大雄山線
- 5000系
- コデ165形（電気機関車代用）

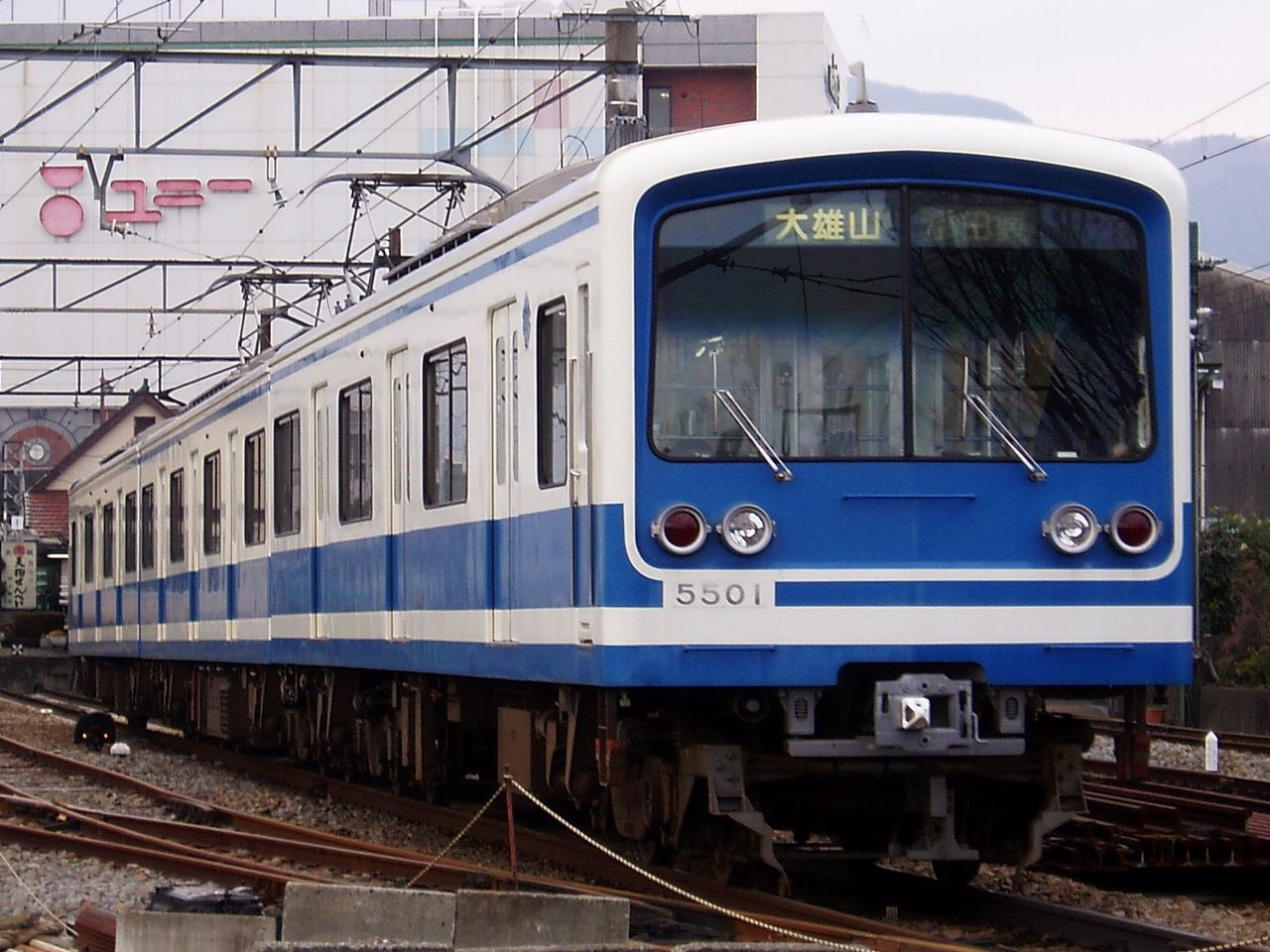
5000系 （第1編成）
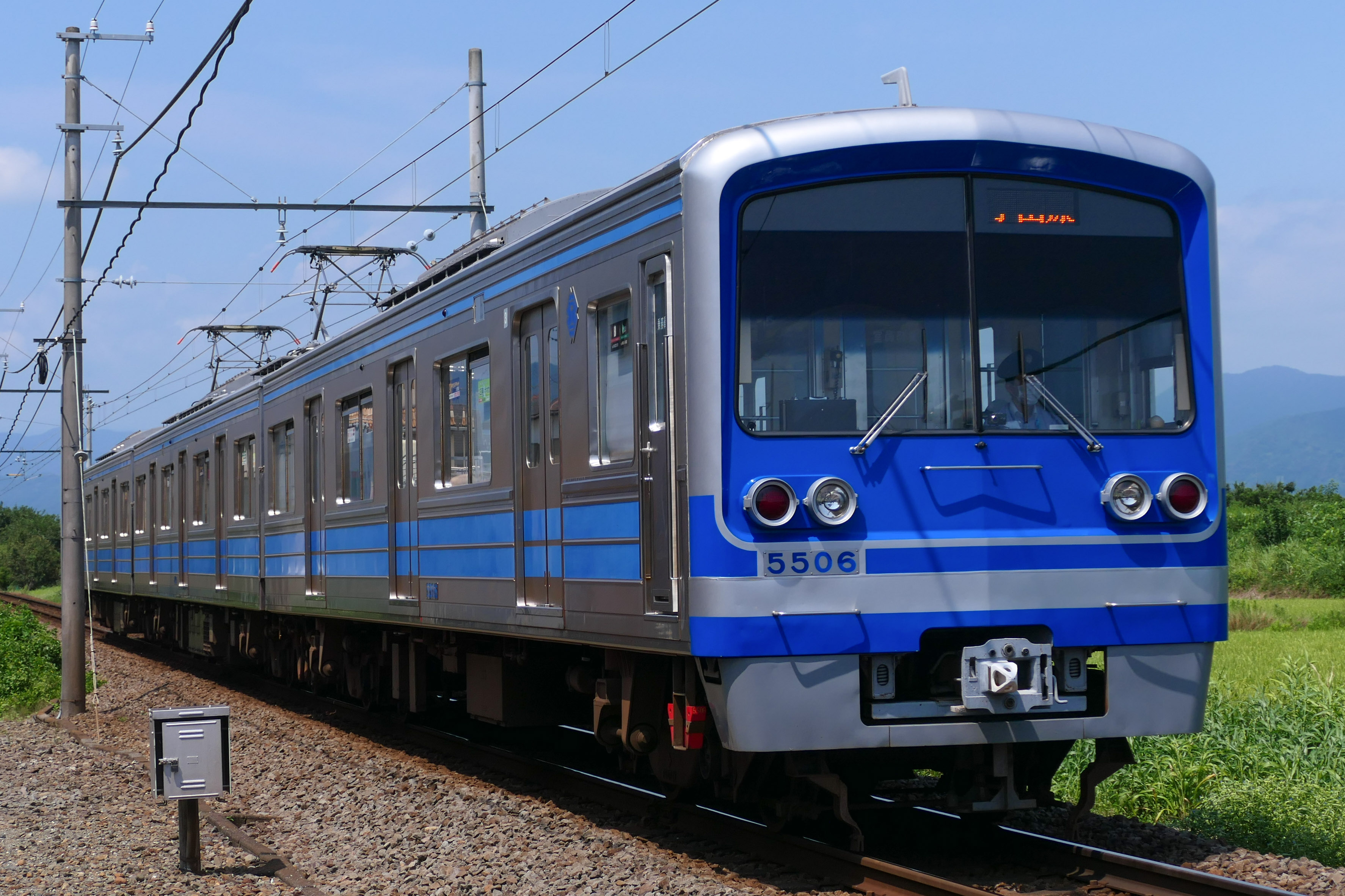
5000系 （第6編成）
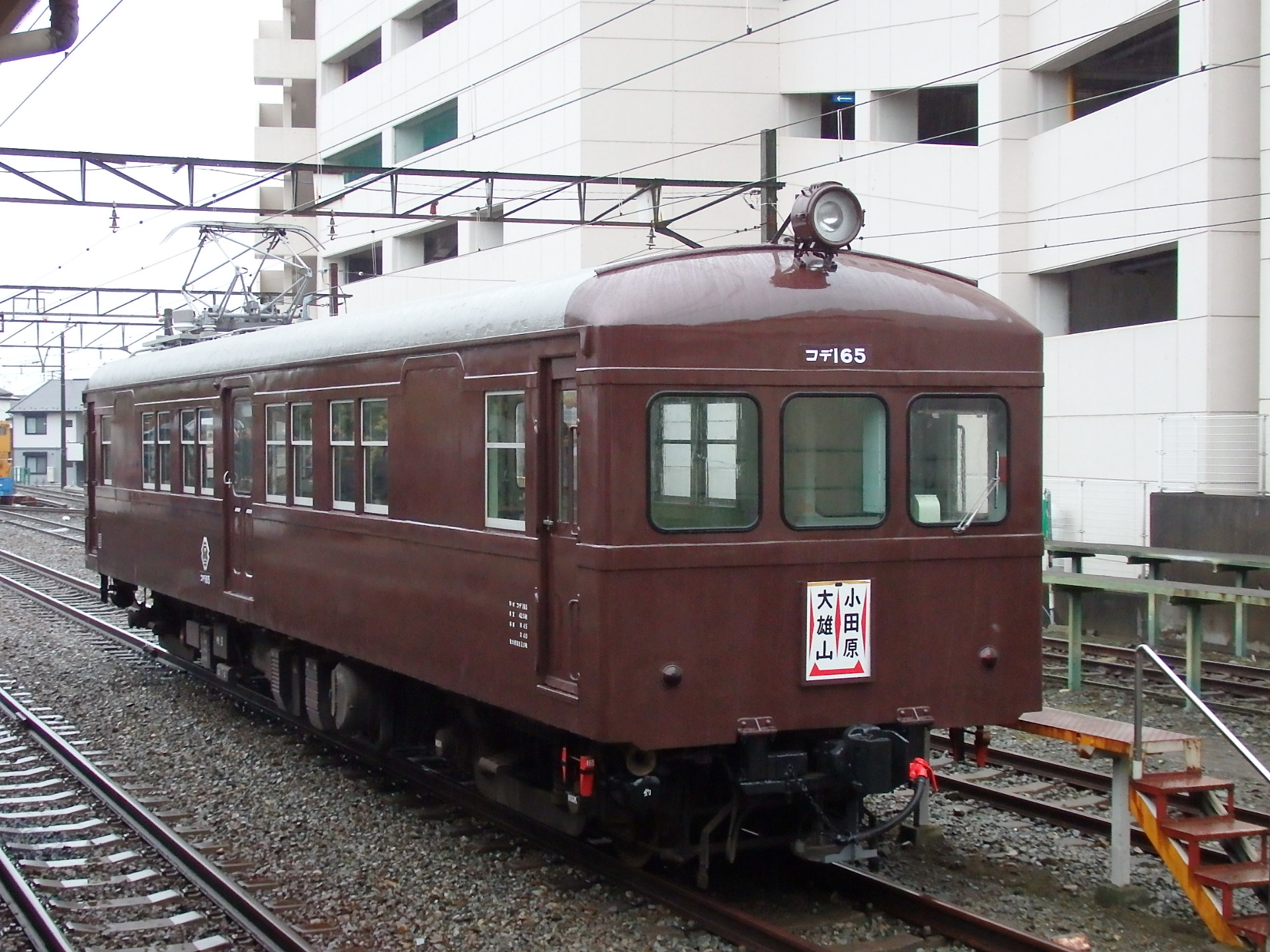
コデ165形

#### 過去の車両

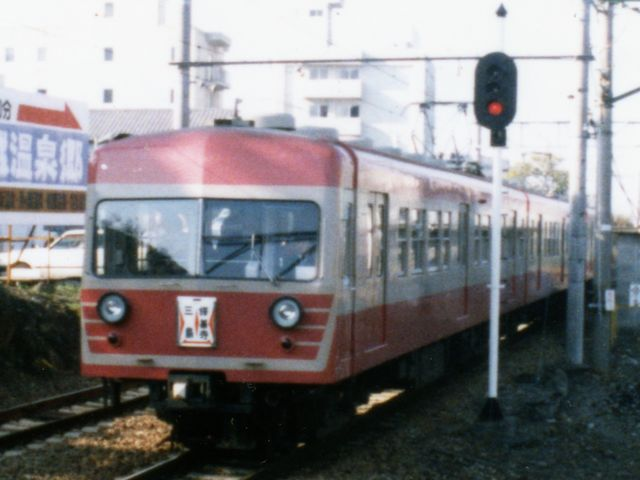
駿豆線 1000系

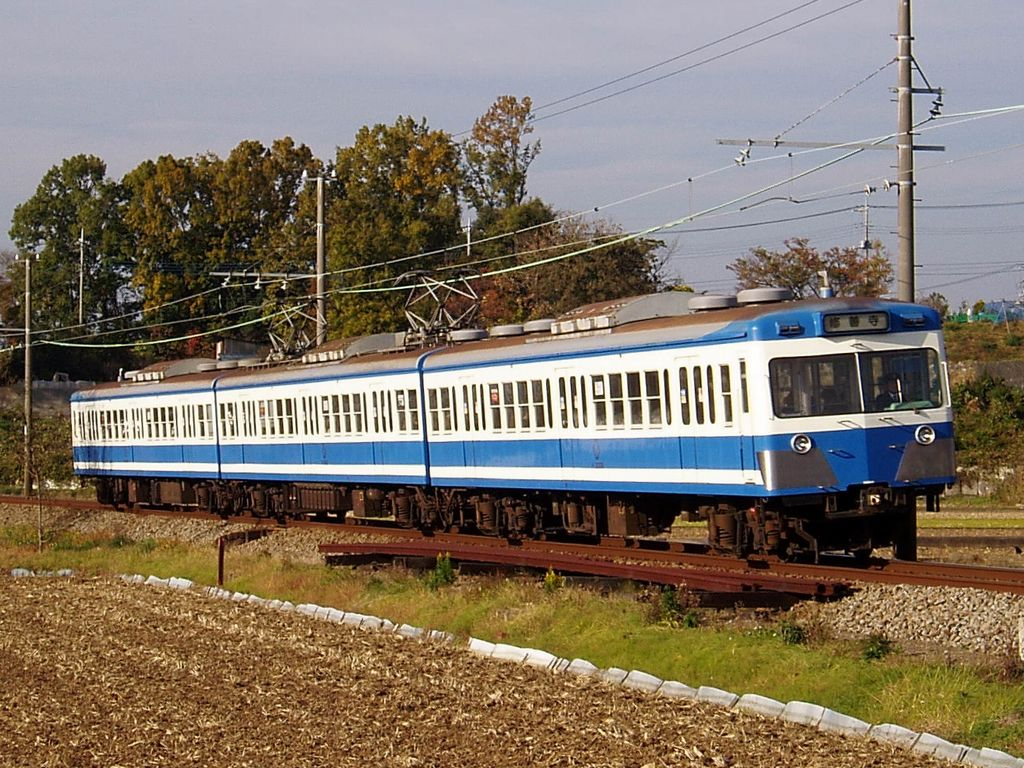
駿豆線 1100系

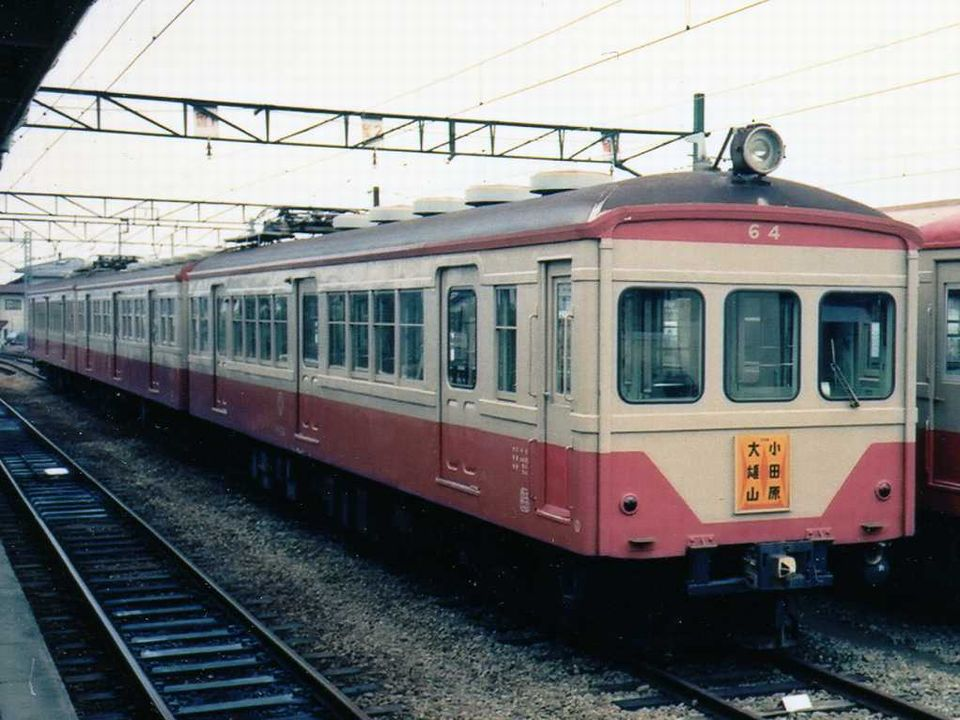
大雄山線 モハ64

##### 両線共通形式
- モハ20形
- モハ30形
- モハ40形
- モハ50形
- モハ60形
- モハ100形
- クハ20形
- クハ70形・サハ70形
- クハ80形・サハ80形

##### 駿豆線
- 1000系（2005年全廃）
- 1100系（2012年全廃）
- 1形電気機関車

##### 大雄山線
- コデ66形（電気機関車代用）
- 151・181形

### 鉄道運賃
大人普通旅客運賃（小児半額、10円未満切り上げ）。駿豆線・大雄山線共通。駿豆線は2023年4月1日改定。大雄山線は2024年3月16日改定。キロ程の1km未満の端数は切り上げる。大雄山線に限りPASMOなどの交通系ICカードが利用できるがIC運賃（1円単位）の設定はない。JR線との連絡運輸の設定があり、伊豆箱根鉄道線内からJR線の一部駅まで連絡乗車券が購入できる。大雄山線と駿豆線との間に東海道本線を介した通過連絡運輸は設定されていない。
| キロ程  | 運賃（円） |
| ------- | ---------- |
| 1 - 3   | 160        |
| 4       | 170        |
| 5       | 190        |
| 6       | 210        |
| 7       | 240        |
| 8       | 270        |
| 9 - 10  | 310        |
| 11 - 12 | 360        |
| 13 - 14 | 400        |
| 15 - 16 | 440        |
| 17 - 18 | 490        |
| 19 - 20 | 550        |

## 自動車道事業
伊豆箱根鉄道直営にて以下の一般自動車道の管理・運営を行っている。
供用中の自動車道
- 湯河原パークウェイ（神奈川県湯河原町 - 有料）

廃止された自動車道
- 湖畔線（神奈川県箱根町 - 神奈川県道に移管）
- 早雲山線（神奈川県箱根町 - 神奈川県道に移管）
- 十国線（神奈川県湯河原町・静岡県函南町・熱海市 - 静岡県道に移管）
- 駒ヶ岳線（神奈川県箱根町 - 無料、2015年度頃廃止）

## 廃止直営事業
鉄道事業については「廃止路線」の節ならびに「移管路線」の節を、自動車道事業については「自動車道事業」の節を、分社化された事業については「関係会社」の節を、それぞれ参照。

### ホテル・レストラン事業
クルーズ客船「ステラ・ポラリス」として運用されていた船を、1970年から伊豆箱根鉄道が所有・管理し、係留地の静岡県沼津市西浦でホテル兼レストラン「フローティング・ホテル・スカンジナビア」として営業していた。1999年にホテル営業を終了、2005年にレストラン営業も終了。2006年に売却され、その直後の曳航中の事故で沈没した。

## 関係会社

### 伊豆箱根バス
伊豆箱根鉄道グループのバス事業は、子会社の伊豆箱根バス株式会社が行っている。

### 伊豆箱根交通
2021年4月現在、伊豆箱根鉄道グループのタクシー事業は、子会社の伊豆箱根交通株式会社が行っている。登記上の本店は静岡県三島市大場300番地。
伊豆箱根交通は1932年（昭和7年）に当時の駿豆鉄道が車両3台にて営業を開始した。その後、1969年（昭和44年）に伊豆箱根ハイヤー株式会社を専業会社として分社し、1971年（昭和46年）に箱根国際交通株式会社を吸収合併。1974年（昭和49年）に新設の伊豆箱根交通株式会社が営業権を引き継いだ。1996年（平成8年）に湯河原観光自動車株式会社を、2021年（令和3年）4月に伊豆箱根タクシー株式会社を、吸収合併している。沼津・三島・長岡・修善寺・熱海・湯河原・小田原・大磯に営業所を持つ。
営業地域に伊豆・箱根を抱えるため、観光目的での使用の多いジャンボタクシーを10数台配備しているほか、近年、福祉タクシー、車椅子・寝台専用車、ケアサポートカーなどの介護福祉方面の需要を想定した車両の充実を図っている。
『ラブライブ!サンシャイン!!』とのタイアップを行っており、沼津・長岡の両営業所で合計9台のラッピングタクシーを運行している。

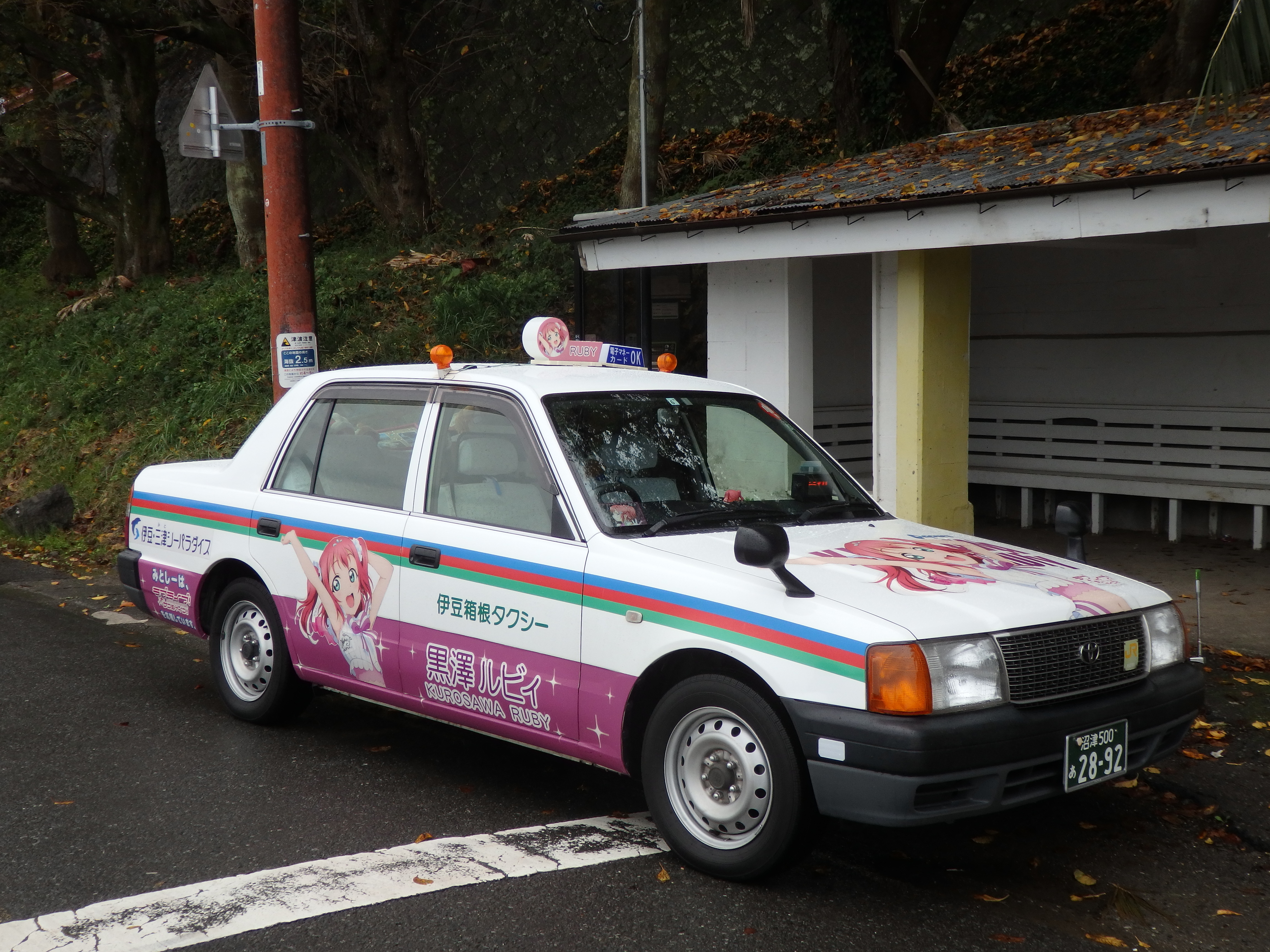
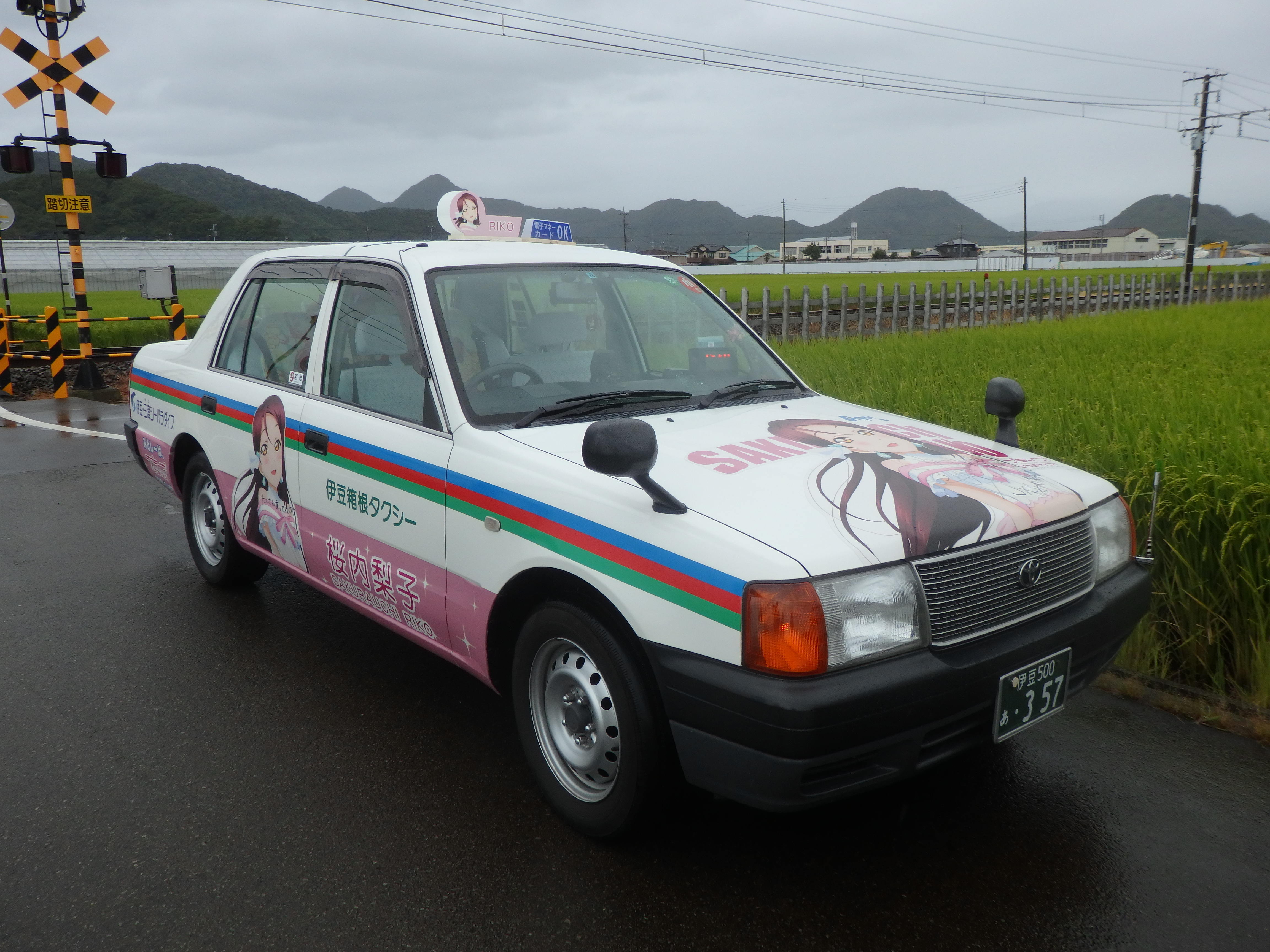

### 廃業・譲渡

#### 伊豆箱根観光バス
伊豆箱根観光バス株式会社が愛知県名古屋市港区を営業拠点として観光バス事業を営んでいたが、2006年9月30日に解散、2007年2月20日に清算決了した。

#### 伊豆下田バス
伊豆下田バス株式会社がかつて存在し、バス事業を営んでいた。

#### 伊豆箱根タクシー
伊豆箱根タクシー株式会社は1939年8月13日に企業合同により設立された伊豆長岡自動車株式会社（資本金980万円）を祖とする。1952年9月に伊豆長岡自動車株式会社がツバメ自動車株式会社に社名変更。1960年に伊豆箱根鉄道傘下に入る。1969年に本社事務所と整備工場を三島市西若町に移転。1991年1月23日にタクシーの車体デザインをライオンズカラーとする。2010年（平成22年）4月1日にツバメ自動車株式会社と沼津交通株式会社が、ツバメ自動車株式会社を存続会社として合併し、伊豆箱根タクシー株式会社に商号変更した。2021年4月1日に効率化を理由として伊豆箱根交通に吸収合併された。三島西若・長岡・沼津大岡に営業所を持っていた。

#### 十国峠
伊豆箱根鉄道の直営で運行していた十国鋼索線を2021年12月1日に十国峠株式会社に分割した。2022年2月1日に富士急行株式会社へ十国峠株式会社の株式が売却され、伊豆箱根鉄道グループおよび西武グループを離脱し富士急グループに移った。

#### 芦ノ湖遊覧船
2022年11月30日までは伊豆箱根鉄道が直営で神奈川県足柄下郡箱根町に箱根船舶営業所を置いて芦ノ湖にて芦ノ湖遊覧船を運航していたが、2022年12月1日付で一部の飲食店事業を除いた遊覧船事業を、新設分割により発足した芦ノ湖遊覧船株式会社に移管。2023年3月1日付で同社が富士急行に売却され（同時に箱根遊船株式会社に社名変更）、伊豆箱根鉄道グループおよび西武グループを離脱し富士急グループに移った。
2018年度には地域の祭事などに合わせた臨時増発便を運航するなど積極経営を行ったにもかかわらず、個人・団体旅客利用ともに減少し、前年を大きく上回る1億円超の赤字を計上するなど、経営を著しく圧迫していた。
伊豆箱根鉄道直営時代には、以下の航路も運航していた。
- 三津湾内航路 : 伊豆・三津シーパラダイス内発着の「（内浦）湾内めぐり」。2016年4月で廃止[40]（三津船舶営業所）。
- 三津沼津航路 : 伊豆・三津シーパラダイス - 沼津港間。1998年で廃止（三津船舶営業所）。
- 西伊豆航路 : 沼津港 - 大瀬崎船着場（2002年8月廃止）- 井田港 - 戸田港 - 土肥港 - 八木沢港 - 宇久須港 - 安良里港 - 田子港 - 堂ヶ島 - 仁科港 - 松崎港（松崎町）
1954年に未だ陸の孤島状態であった西伊豆沿岸部の海上交通手段として観光船が就航。その後、三島駅の東海道新幹線発着時刻に合わせて同駅 - 沼津港間までの連絡バスを運行させるセット券の発売と、それに連動した運航ダイヤの設定から観光客の利便性を図り、1980年代より最高速度28ノットの大型高速船「こばるとあろー」シリーズが導入された。
1997年頃から2002年頃までは、首都圏からの集客を図る目的から新宿駅西口 - 沼津港間を伊豆箱根観光バスによるツアーバス形式の連絡バス（事前申込制）が夏期シーズンに1往復不定期運行されていた。
利用者数は最盛期の1993年に約23万人を記録したが、その後道路整備が進んだために、2002年には約8万人までに減少したことで収益悪化が続き、他事業からの赤字補填の限界から同年1船を売却。11月には2003年中の航路廃止を発表した。
2003年8月31日限りで廃止となり、沼津・戸田・土肥・松崎の船舶営業所は解散、船舶は同年中に全て海外へ売却された。
伊豆箱根鉄道の撤退後は、沼津港 - 大瀬崎間については従前通り千鳥観光汽船が夏期限定運航し、沼津 - 戸田間についても共同運航を実施していた戸田運送船が戸田村（現:沼津市に編入合併）から補助金を得て単独運航を継続すると共に土肥町（現:伊豆市）などからの要請から西伊豆航路廃止間際に戸田 - 土肥港間を延伸した。このため実質的に航路が消滅したのは土肥港 - 松崎港間に限られた。その後戸田運送船も撤退した。なお、西伊豆航路との関わりから開発された「松崎プリンスホテル」も2005年に売却されている。
- 大瀬航路 : 沼津港 - 大瀬崎
「こばるとあろー」運航以前は西伊豆航路とは独立した航路だった。
- 三浦航路 : 沼津港 - 静浦 - 内浦 - 西浦
- 初島航路 : 熱海港 - 初島 - 伊東
- 大島航路 : 熱海港 - 大島

船舶
伊豆箱根丸
1957年購入、元・九州商船「長福丸」。1959年4月から大島航路に就航したが、1966年8月、大島航路撤退により東海汽船に売却。
なお、分社前には芦ノ湖遊覧船事業の一環として伊豆箱根鉄道と伊豆箱根バスの共同でいすゞ・フォワードベースの水陸両用バスを運行していたが、2021年4月1日に当社と同じ西武グループ内のプリンスホテルに事業を譲渡している。バス区間の運行に関しては当初は自家用ナンバー、のちに営業ナンバーで行われていたが、プリンスホテルへの事業譲渡の際に自家用ナンバーに変更されている。

#### 浜名湖遊覧船
浜名湖遊覧船株式会社が静岡県浜松市西区（現：中央区）を中心に浜名湖にて遊覧船事業を営んでいたが、2009年9月30日にサゴーエンタプライズに株式譲渡され、サゴーグループの子会社となった。